# 아메리코 가예고
아메리코 루벤 가예고(스페인어: Américo Rubén Gallego, 1955년 4월 25일 ~ )은 은퇴한 아르헨티나 출신의 축구 선수이자 현 감독으로 포지션은 중앙 미드필더였다. 1978년 FIFA 월드컵 우승 멤버이기도 하다.

## 선수 시절
가예고는 1974년 뉴얼스 올드 보이스에서 데뷔했다. 1975년부터 주전으로 뛰며 이름을 알렸고, 1978년에는 월드컵 대표에 뽑혀 팀의 우승에 일조했다. 1981년에는 리버 플레이트로 이적했고 1985-86시즌 우승, 1986년 코파 리베르타도레스 우승, 인터콘티넨털컵 우승과 코파 인터아메리카나 우승을 했다. 그는 1982년 FIFA 월드컵 대표팀에도 뽑혀 활약했다. 1988년 그곳에서 은퇴했다.

## 감독 시절
가예고는 은퇴 후에 감독이 되었다. 1994년 리베르 플라테의 감독이 되었으나 곧 다니엘 파사레야가 아르헨티나 축구 국가대표팀의 감독이 되었고 가예고는 국가대표팀의 코치가 되었다. 2000년 리베르 플라테로 돌아왔고 2002년에는 인데펜디엔테, 2003년에는 뉴얼스 올드 보이스를 감독했다. 2005년에는 멕시코의 클루브 톨루카의 감독이 되었고, 팀을 우승시켰다. 2007년에는 티그레스 데 라 UANL의 감독이 되었으나 부진한 성적으로 2008년 2월 해임당했고 2009년 다시 인데펜디엔테로 돌아왔다. 그리고 2019년 파나마 축구 국가대표팀의 감독으로 선임되었다.